# بخش بوی ریور، شهرستان کاس، مینه سوتا
بخش بوی ریور (به انگلیسی: Boy River Township) یک منطقهٔ مسکونی در ایالات متحده آمریکا است که در شهرستان کاس، مینه‌سوتا واقع شده‌است.
 بخش بوی ریور ۹۳٫۰ کیلومتر مربع مساحت و ۱۰۰ نفر جمعیت دارد و ۳۹۹ متر بالاتر از سطح دریا واقع شده‌است.